# لاسيل سان كلو
الاسم باللغة الفرنسية لا سيل سان كلو لاسيل سان كلو والرمز الصوتي للنطق الفرنسي حسب نظام الألفبائية الصوتية الدولية (IPA) هو sɛlsɛ̃klu.
يقع قصر لاسيل سان كلو في ضواحي باريس، بالتحديد في بلدية سان كلو التي تبعد حوالي 9.6 كلم عن وسط العاصمة الفرنسية. وهو قصر مَهيب بالإضافة إلى كونه معلم تاريخي يرجع إلى القرن السادس بعد الميلاد. يزدان القصر بحدائق جميلة منتشرة على النمط الفرنسي.
بالإضافة إلى البعد التاريخي، يتمتع سيل سان كلو بأهمية سياسية كبيرة، حيث وُقِّعَت فيه العديد من الاتفاقيات والمعاهدات كما احتضن أهم الاجتماعات واللقاءات الدبلوماسية والتحاورية لحلحلة الأزمات بين الأطراف المتنازعة في بعض البلدان، والتي كان إحداها لقاء فايز السراج رئيس المجلس الرئاسي مع خليفة حفتر برعاية الرئيس الفرنسي إمانويل ماكرون في الخامس والعشرين من يوليو 2017 بشأن الوصول إلى حل للنزاع الدائر بين الفرقاء السياسيين في ليبيا.
لبنة البناء الأولى لهذا القصر ذو الطراز الكلاسيكي كانت في العام 697 ميلادي، وتعاقب مالكي القصر من أغنياء فرنسا على صيانته وتطويره على مرالعقود. ففي العام 1748 قامت الماركيزة دو بومبادور بشراء القصر وأطلقت عليه في حينها تسمية «القصر الصغير» ثم أجرت عليه بعض عمليات الصيانة لكي يكون جاهزاً لاستقبال ملك فرنسا لويس الخامس عشر.
تحولت تبعية القصر إلى وزارة الخارجية الفرنسية في العام 1951 بعد وفاة مالكه الأخير أوغست دوترو الذي تنازل في وصيته عن القصر لصالح الحكومة الفرنسية بعد أن وضع شروطاً صارمة فيما يتعلق بالمحافظة على القصر ومرافقه. ويستقبل وزير الخارجية الفرنسي في القصر أحياناً نظراءه من الدول الأخرى.

## أهم الاجتماعات والاتفاقيات التي احتضنها القصر
- اجتماع وزير الخارجية الفرنسي أنطوان بينيه بالعاهل المغربي الملك محمد الخامس حيث تم عقد مجموعة اتفاقيات مهمة بشأن استقلال المغرب في شهر نوفمبر من العام 1955.
- اجتماع وزراء خارجية الدول المشاركة في القوة المتعددة الجنسيات في لبنان في أكتوبر 1983.

## وصلات خارجية
قالب:معالم باريس
قالب:قلاع وحصون غربية